# Richard Wagner
Richard Wagner (Leipzig, 22. svibnja 1813. – Venecija, 13. veljače 1883.), njemački skladatelj, dirigent, reformator opere i središnja ličnost u njenom razvoju u drugoj polovici 19. stoljeća.

## Životopis
Richard Wagner je rođen u Leipzigu kao deveto dijete Carla Friedricha Wagnera, policijskog činovnika koji je preminuo od tifusa šest mjeseci nakon Richardova rođenja. Nakon smrti oca, Wagnerova majka, Johanna Rosine Wagner, počela je živjeti s glumcem i književnikom Ludwigom Geyerom, prijateljem Richardova oca. U kolovozu 1814. godine Johanna Rosine udala se za Geyera i sa svojom obitelji preselila u njegovu rezidenciju u Dresdenu. Prvih 14 godina svoga života Wagner se zvao Wilhelm Richard Geyer. Geyer je umro 1821. godine kada je Richardu bilo osam godina. Nakon smrti očuha mladi Wagner je krenuo u školu Kreuz u Dresedenu koju je platio njegov stariji brat. Godine 1827. Wagnerova obitelj seli natrag u Leipzig, gdje je Wagner od 1828. do 1831. primao prve poduke iz kompozicije od Christian Gottlieb Müllera. U siječnju 1828.g. po prvi puta je čuo Beethovenovu 8. simfoniju, a u ožujku iste godine i Beethovenovu 9. simfoniju, obje u koncertnoj dvorani "Gewandhaus" u Leipzigu. Beethoven mu je postao inspiracija. Godine 1829. vidio je nastup sopranistice Wilhelmine Schröder-Devrient u ulozi Leonore u Beethovenovoj operi Fidelio, koja mu je tada postala ideal za spoj drame i glazbe u operi, te su kasnije u više navrata surađivali.
Wagner zarana pokazuje interes za antički teatar, Shakespearea, starogermansku mitologiju i srednjovjekovne kršćanske legende, što mu je dalo odlučne stvaralačke impulse. S 13 godina već odlično govori engleski i grčki, jezike koje je naučio da bi mogao Shakespearea i grčke autore čitati u originalu. Na njegovo formiranje utjecala je ponajprije najuža sredina (njegov očuh, a po nekima i pravi otac Ludwig Geyer – glumac, dramski pjesnik i slikar), Beethovenova glazba, te romantička literatura i glazba. U svojoj se autobiografiji Wagner prisjeća da je kao dječak nastupao uz očuha u ulozi anđela. Wagner se prvo razvio kao književnik, pa tek onda kao glazbenik, te je preko drame došao do glazbe, što je utjecalo na njegovu kasniju reformu opere i rad na jedinstvu drame i glazbe.
I sam Wagner je dva puta stupao u brak. Prvi puta s glumicom Minnom Planer (1809. – 1865.) s kojom nije imao djece. Druga mu je supruga bila kći Franza Liszta, Cosima von Bülow (1837. – 1930.), s kojom je imao troje djece (pri čemu je Cosima već imala dvoje djece iz braka s Hansom von Bülowom) – Isoldu (1865. – 1919.), Evu (1867. – 1942.) i Siegfrieda (1869. – 1930.). Poslije kratkotrajnih dirigentskih aranžmana po njemačkim kazalištima i neuspjelog pokušaja afirmacije u Parizu, Wagner je od 1843. godine bio dirigent dresdenske Dvorske opere. Godine 1848. aktivno sudjeluje u revoluciji, a 1849. u dresdenskom ustanku. Nakon pada Dresdena bježi preko Weimara i Pariza u Zürich. Ondje, uz prekide, ostaje do 1858. godine.

## Djela
U Zürichu nastaju njegova glavna djela: Die Kunst und die Revolution (1849.), Das Kunstwerk der Zukunft (1850.), Oper und Drama (1851.) i Eine Mitteilung an meine Freunde (1852.). U tim je djelima teoretski i filozofski formulirao svoje umjetničke ideje i zamisao glazbenog kazališta budućnosti. U tom periodu počinje raditi i na tetralogiji Prsten Nibelunga (Der Ring des Nibelungen), koja obuhvaća četiri glazbene drame: Rajnino zlato (Das Rheingold, 1852. – 1854.), Die Walküre (1852. – 1856.), Siegfried (1856. – 1871.) i Sumrak bogova (Götterdämmerung, 1869. – 1874.). U tom periodu skladao je i uspješnu operu Tristan i Izolda (Tristan und Isolde, 1857. – 1859). Nakon nekoliko godina provedenih na putovanjima i gostovanjima (Pariz, Beč, Prag, Petrograd, Moskva, Budimpešta), dolazi 1864. godine i u München na poziv bavarskog kralja Ludviga II., koji mu stavlja na raspolaganje neograničena sredstva kako bi realizirao svoje zamisli. Međutim, već 1865. godine napušta München zbog različitih spletki i odlazi u Tribschen kraj Luzerna gde je, među ostalim, napisao Über das Dirigieren i Über die Bestimung der Oper. Posljednje desetljeće života proveo je u Bayeruthu gdje je prema njegovoj zamisli izgrađeno kazalište – Festspielhaus (s proširenom pozornicom, natkrivenim orkestrom i amfiteatralnim gledalištem). Prilikom otvaranja ovog kazališta izvodi se čitava njegova tetralogija Prsten Nibelunga. U glazbenim dramama koje sklada poslije 1850. godine Wagner ostvaruje, u najvećoj mogućoj mjeri, svoju zamisao o sveobuhvatnom umjetničkom djelu (Gesamkunstwerk) tj. djelu u kojem se sve umjetnosti (pjesništvo, glazba, gluma i scenski dekor) sjedinjuju u službi drame. To jedinstvo odnosi se prvenstveno na pjesnički tekst i glazbu.
Genijalno nadaren glazbenik i uz to darovit pjesnik, Wagner je sve tekstove svojih glazbenih drama spjevao imajući pred očima njihovu muzičko-scensku realizaciju. Evolucija Wagnerovih umjetničkih ideja i stvaralačkih principa, izražena u njegovoj glazbenoj dramaturgiji i formulirana u mnogobrojnim spisima, pismima i autobiografiji, na svojevrstan način odražava raznorodna strujanja njegova vremena. Isprva pristaša ideja J. J. Rousseaua, pa Herdera, Proudhona, mladohegelovaca, revolucije 1848., Wagner se oko 1850. godine priklanja Feuerbachovoj idealističkoj filozofiji, a zatim potpada pod utjecaj Schopenhauerova pesimizma, da bi na kraju završio u parsifalskoj religioznoj mistici. Jedno vrijeme prijateljevao je i s Nietzscheom. Preminuo je u Veneciji 1883. godine. Njegovu glazbu Hitler je obožavao (zbog njemačkih mitova koje obrađuje u svojim djelima, nrp. Prsten Nibelunga) pa je ona bila neka vrsta službene glazbe u Trećem Reichu i glazbena preteča nacionalsocijalizma. Iz tog razloga i dan danas u Izraelu su zabranjena izvođenja njegovih djela, iako se s vremena na vrijeme javljaju glasovi koji žele ukloniti tu zabranu.

## Reforma opere
Wagner je smatrao da svrha izraza u operi mora biti drama, te je njegova reforma rezultat tog mišljenja. Tri postavke te reforme jesu:
- Uveo je lajtmotive, te na taj način učvrstio vezu između glazbe i drame i olakšao snalaženje u glazbeno-scenskom zbivanju. Provodio je lajtmotive poput tema u simfonijama, pa kažemo da je simfonizirao orkestar.
- Podjelu opere na brojeve zamijenio je podjelom na prizore.
- Orkestru je dao novo značenje. Umjesto da služi samo za pratnju pjevača, kod Wagnera orkestar postaje nositeljem dramske radnje. Pojačao je sastav puhačkih instrumenata, uveo u orkestar basklarinet, engleski rog te  Wagnerove tube.

## Kontroverze
Wagnerove opera, spisi, politika, vjerovanja i neobičan stil života učinili su ga za života kontroverznom figurom. Nakon Wagnerove smrti, rasprave o njegovim idejama i njihove interpretacije, osobito u Njemačkoj u 20. stoljeću, nastavili su ga činiti politički i društveno kontroverznim na način na koji drugi veliki skladatelji nisu. Mnogo tenzija Wagner je dignuo svojim komentarima o Židovima, koji i dalje utječu na način na koji su njegovi radovi promatraju, kao i esejima koje je pisao o prirodi rasa iz 1850. pa nadalje, i njihovim navodnim utjecajem na antisemitizam Adolfa Hitlera.

### Nacističko usvajanje
Adolf Hitler je bio obožavatelj Wagnerove glazbe i vidio u njegovim operama utjelovljenje svoje vizije njemačke nacije. I dalje se raspravlja o mjeri u kojoj su Wagnerova stajališta mogla utjecati na razvoj nacističke misli. Nacisti su one dijelove Wagnerove misli koje su smatrali korisnima za svoju propagandu koristili, a ignorirali ili potiskivali ostatak. Iako je Hitler sam bio vatreni obožavatelj "Majstora", mnogi u hijerarhiji nacističke vlasti nisu to bili. Prema povjesničaru Richardu Carru mnogi od njih su bili ogorčeni jer su morali nazočiti na javnim prikazivanja dugačkih epova na Hitlerovo insistiranje.
. Međutim, čini se da nema dokaza koji podupiru tvrdnje da je njegova glazba svirana u nacističkim logorima smrti tijekom Drugog svjetskog rata.
Zbog povezivanja Wagnera s antisemitizmom i nacizmom, izvođenje njegove glazbe u Izraelu je izvor kontroverzi.